# Ciclón Japhet
El ciclón tropical intenso Japhet fue un ciclón tropical dañino que afectó al sudeste de África en marzo de 2003. Se formó el 25 de febrero cerca de la costa suroeste de Madagascar y se desplazó inicialmente hacia el noroeste antes de virar hacia el suroeste. Con condiciones favorables para su desarrollo, Japhet se intensificó rápidamente en el canal de Mozambique, alcanzando vientos máximos de 175 km/h (109 mph), sostenidos durante 10 minutos. Después de detenerse brevemente, el ciclón giró hacia el noroeste, debilitándose ligeramente antes de golpear Mozambique justo al sur de Vilankulo el 2 de marzo. Japhet se debilitó lentamente mientras avanzaba hacia el interior, disipándose sobre Zambia el 6 de marzo.
A lo largo de su trayectoria, Japhet dejó caer fuertes lluvias que causaron inundaciones generalizadas en los ríos. Las lluvias se produjeron después de una sequía prolongada, aunque las precipitaciones excesivas causaron graves daños a los cultivos, especialmente alrededor de donde la tormenta tocó tierra. En dos provincias de Mozambique, el ciclón dañó o destruyó 25.000 casas, dejando al menos a 23.000 personas sin hogar. Las inundaciones en Zambia provocaron la crecida de los ríos en Mozambique varios días después del paso de la tormenta. En Mozambique hubo 17 muertos. Más al interior del país, las lluvias remanentes destruyeron un puente y varias casas en Zimbabwe, matando a ocho personas.

## Historia meteorológica
El 23 de febrero de 2003, el Centro Conjunto de Alerta de Tifones (JTWC) comenzó a monitorear un área de convección en el Canal de Mozambique. El 25 de febrero, Météo France (MFR) inició avisos sobre la perturbación tropical 13 cuando el sistema se encontraba a lo largo de la costa sudoeste de Madagascar. Más tarde ese día, el Centro Conjunto de Alerta de Tifones (JTWC) emitió una alerta de formación de ciclón tropical, señalando que las condiciones ambientales favorecían el desarrollo, incluida una débil cizalladura del viento. El sistema desarrolló convección organizada en un patrón circular y, el 26 de febrero, MF y JTWC mejoraron la categoría del sistema a depresión tropical 13 y ciclón tropical 19S, respectivamente. Con una cresta de nivel medio al sur, la depresión se movió en general hacia el oeste y, después de intensificarse aún más, la Direction de la Météorologie et de l'Hydrologie de Madagascar la mejoró a tormenta tropical Japhet a última hora del 26 de febrero.
Después de alcanzar el estado de tormenta tropical, Japhet se intensificó rápidamente mientras comenzaba a moverse hacia el suroeste, debido a una ruptura en la cresta. A las 00:00 UTC del 28 de febrero, el Météo France (MFR) evaluó que la tormenta se había fortalecido hasta convertirse en un ciclón tropical, una tormenta con vientos sostenidos de 120 km/h (75 mph) durante 10 minutos. Esto ocurrió aproximadamente 12 horas después de que el JTWC actualizara la categoría de Japhet a la misma intensidad, pero con vientos sostenidos de 1 minuto. Unas 18 horas después de designar a Japhet como ciclón tropical, Météo France (MFR) estimó que la tormenta alcanzó vientos sostenidos de 10 minutos de 165 km/h (103 mph) y la convirtió en un ciclón tropical intenso; esto convirtió a Japhet en el sexto ciclón de este tipo en el canal de Mozambique en 24 años. Después de una mayor intensificación, el ciclón alcanzó su máxima intensidad el 1 de marzo. El Centro Conjunto de Alerta de Tifones (JTWC) estimó vientos sostenidos de 1 minuto de 215 km/h (134 mph) con ráfagas de hasta 260 km/h (160 mph), mientras que Météo France (MFR) estimó vientos sostenidos de 10 minutos de 175 km/h (109 mph). El ciclón Japhet mantuvo sus vientos máximos durante unas 24 horas, durante las cuales permaneció prácticamente estacionario. Posteriormente, la tormenta inició una trayectoria hacia el noroeste en dirección a la costa de Mozambique, debilitándose gradualmente debido a la disminución de la corriente de salida y al aire seco. Aproximadamente a las 1700 UTC del 2 de marzo, Japhet tocó tierra justo al sur de Vilankulo, Mozambique, con vientos de 160 km/h (99 mph), según lo estimado por el JTWC. El ciclón se debilitó gradualmente en tierra, disminuyendo por debajo del estado de ciclón tropical a primeras horas del 3 de marzo. Japhet cruzó hacia el sur de Zimbabwe, y tanto el Centro Conjunto de Alerta de Tifones (JTWC) como el Météo France (MFR) suspendieron las advertencias antes de que Japhet se disipara el 5 de marzo.

## Impacto y consecuencias

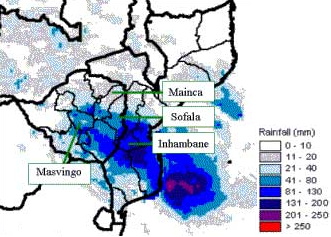
Precipitaciones estimadas por satélite para el ciclón Japhet

### Mozambique
Antes de que Japhet atacara Mozambique, la oficina local de la Cruz Roja movilizó voluntarios, incluidas 100 personas en la provincia de Inhambane, que ayudaron a los funcionarios locales en los preparativos. El ciclón afectó la misma región que el tormenta tropical Delfina azotó dos meses antes. Japhet produjo fuertes vientos y lluvias torrenciales en el sur y centro de Mozambique y el sur de Zimbabwe. Las lluvias resultaron beneficiosas para aliviar las condiciones de sequía y los suelos secos absorbieron gran parte del exceso de lluvia. Tras entrar en Zimbabue, las lluvias de Japhet provocaron la crecida del río Save, lo que provocó inundaciones en el sur de Mozambique varios días después de que la tormenta pasara por la zona. Las inundaciones resultantes afectaron a 50.000 personas en varias aldeas. El río Limpopo también subió hasta alcanzar niveles superiores a los normales. Las fuertes lluvias también causaron algunos daños a los cultivos, destruyendo 237.000 hectáreas (585.600 acres) de campos de cultivo. Esto incluyó 12.325 árboles de anacardo caídos, 6.955 plantas de banano destruidas y 2.495 cabezas de ganado muertas, todo en Vilankulo; sin embargo, las lluvias permitieron que las condiciones agrícolas mejoraran debido a las condiciones más húmedas en las áreas de sequía.
Antes de que Japhet tocara tierra, Vilankulo reportó vientos sostenidos de 74 km/h (46 mph), con ráfagas de hasta 105 km/h (65 mph). Allí, los vientos destruyeron los techos o dañaron las puertas y ventanas del 95% de las casas de ladrillo. En la provincia de Inhambane, en el sur de Mozambique, el ciclón destruyó varias embarcaciones, cortó líneas eléctricas y alteró carreteras con inundaciones o árboles derribados, lo que impidió la comunicación con la provincia. La tormenta destruyó 500 aulas, 35 edificios gubernamentales y 7 centros de salud. El ciclón dañó o destruyó 25.000 casas en las provincias de Inhambane y Sofala, dejando a unas 23.000 personas sin hogar solo en Inhambane, que fue la provincia más afectada. Tres personas resultaron heridas en Morrumbene por la caída de un árbol. Hubo 17 muertes en el país, una cifra menor que en ciclones anteriores, gracias a la advertencia previa y a la acción coordinada del gobierno.

### En otras partes
Mientras Japhet se desarrollaba, el gradiente de presión entre él y una dorsal produjo vientos de 93 km/h (58 mph) en la Isla Europa en el Canal de Mozambique. Fuertes lluvias afectaron el suroeste de Madagascar, pero no hubo daños importantes.
El Departamento Meteorológico de Zambia advirtió sobre la posibilidad de precipitaciones intensas antes de que Japhet llegara a la región. En el vecino Zimbabue, diez horas de fuertes lluvias casi sobrepasaron la presa de Manyuchi y destruyeron un puente. La tormenta también dañó cultivos y destruyó casas en el país, matando a ocho personas.
Después de que la tormenta azotara Mozambique, el Programa Mundial de Alimentos distribuyó más de 4.300 toneladas de alimentos a los ciudadanos afectados. La agencia tuvo que transportar las mercancías en helicóptero debido a que las carreteras estaban dañadas o inundadas. La principal carretera norte-sur del país, que resultó dañada por la tormenta, fue reparada de emergencia y reabierta en tres días. El Instituto Nacional de Gestión de Desastres de Mozambique distribuyó 70 toneladas (69 toneladas largas; 77 toneladas cortas) de maíz, 8 toneladas (7,9 toneladas largas; 8,8 toneladas cortas) de frijoles y 80 tiendas de campaña a las víctimas de la tormenta. Las persistentes inundaciones en Zimbabwe contribuyeron al aumento de los casos de malaria. La Corporación Delta donó mantas y alimentos por valor de 6 millones de dólares a los residentes del país.